# Szilvágy, Zala
Szilvágy  este un sat în districtul Lent, județul Zala, Ungaria, având o populație de 189 de locuitori (2011). 

## Demografie
Componența etnică a satului Szilvágy
     Maghiari (100%)
Componența confesională a satului Szilvágy
     Romano-catolici (74,07%)
     Fără religie (5,29%)
     Reformați (1,59%)
     Necunoscută (19,05%)
Conform recensământului din 2011, satul Szilvágy avea 189 de locuitori. Din punct de vedere etnic, majoritatea locuitorilor (100,0%) erau maghiari.  Din punct de vedere confesional, majoritatea locuitorilor (74,07%) erau romano-catolici, existând și minorități de persoane fără religie (5,29%) și reformați (1,59%). Pentru 19,05% din locuitori nu este cunoscută apartenența confesională.